# 1770 en architecture
| Années de l'architecture : 1767 - 1768 - 1769 - 1770 - 1771 - 1772 - 1773    |
| Décennies de l'architecture : 1740 - 1750 - 1760 - 1770 - 1780 - 1790 - 1800 |

Cet article présente les faits marquants de l'année 1770 en architecture.

## Réalisations
- Robert Adam construit le Château de Culzean en Écosse.
- Jardin suspendu de l’Ermitage à Saint-Pétersbourg par Vallin de La Mothe.
- Château de Montvillers à Bazeilles, en Ardennes, construit par Claude Jean-Baptiste Jallier de Savault.
- Hôpital des Cinq Plaies de Hildesheim (Basse-Saxe)

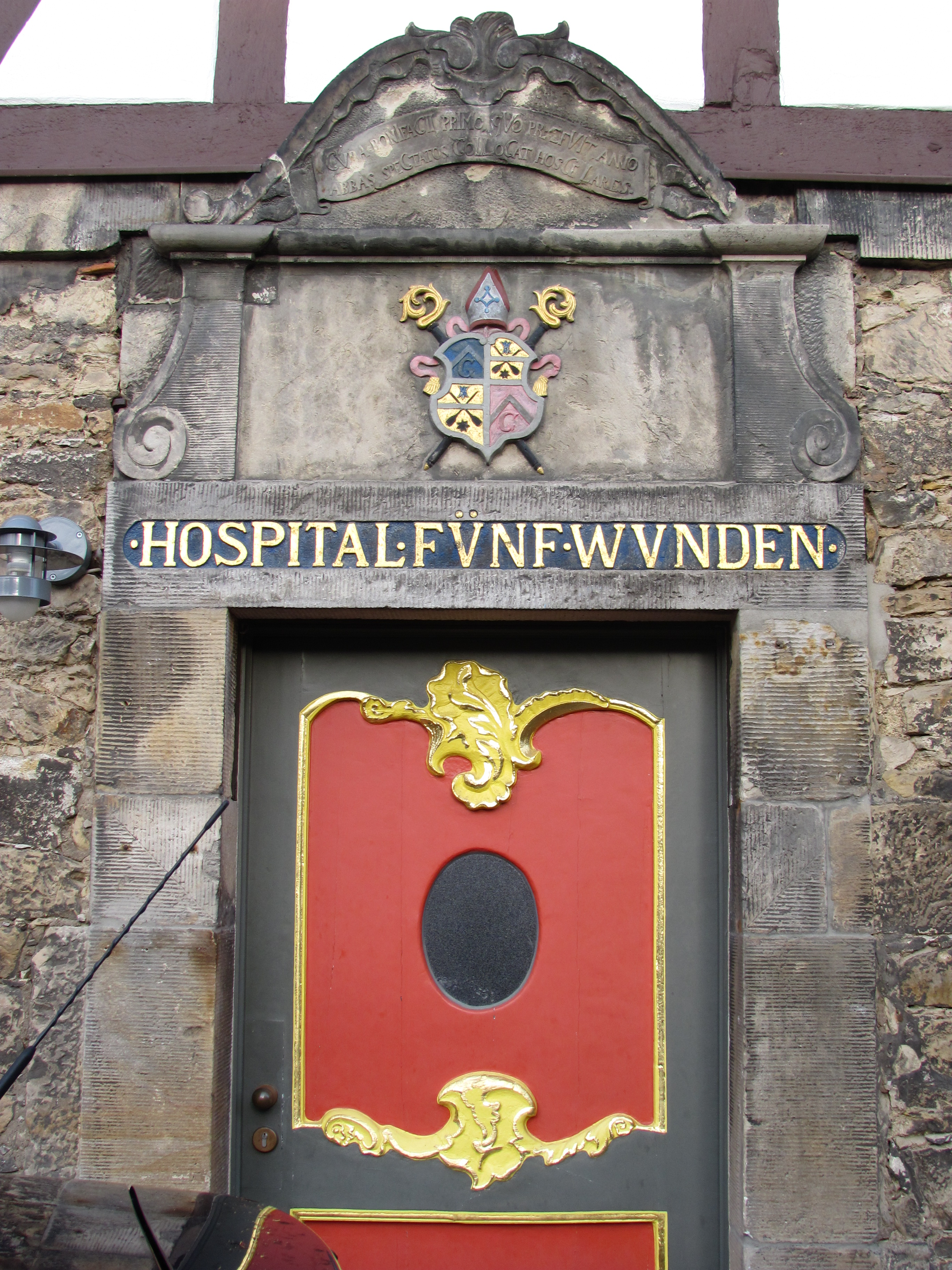
Porte de l'Hôpital des Cinq Plaies de Hildesheim.

## Événements
- x

## Récompenses
- Prix de Rome : Jean-Jacques Huvé, premier prix.
- Académie royale d'architecture : Jean-François-Thérèse Chalgrin.

## Naissances
- 30 septembre : Louis-Martin Berthault (†1823).

## Décès
- Gabriel de Lestrade.